# Trygodes spoliataria
Trygodes spoliataria là một loài bướm đêm trong họ Geometridae.